# 피에트로 멘네아
피에트로 파올로 멘네아(이탈리아어: Pietro Paolo Mennea, 1952년 6월 28일 ~ 2013년 3월 21일)는 이탈리아의 단거리달리기 선수이자 정치인이었다.

## 생애
풀리아주 바를레타에서 태어난 멘네아는 1972년부터 1988년까지 5개의 하계 올림픽에 나가 첫 4개의 경기에서 200m 결승전에 출전하여 1980년 모스크바 올림픽에서 금메달을 획득하기로 유명하다.
올림픽 챔피언임에 불구하고 아마 1979년 하계 유니버시아드에서 경주로서 가장 기억이 되는 편이다. 거기서 그는 200m 세계 기록을 19.72초로 향상시켰으며, 그의 기록은 1996년 애틀랜타 올림픽에서 마이클 존슨에 의하여 깨질 때까지 거의 17년간 보유되었다.
그는 또한 이듬해 19.96초의 낮은 세계 기록을 깨기도 하였다. 모스크바 올림픽에서 미국이 보이콧하지 않았더라도 멘네아는 우승 후보들 중의 하나였다. 결국 그는 0.02초 차이 만으로 금메달을 획득하여 1960년 리비오 베루티에 이어 200m 종목을 우승하는 데 2번째 이탈리아 선수가 되었다.
자신 경력 초기에 그는 3개의 유럽 타이틀 - 100m(1978)와 200m(1974, 1978)를 우승함은 물론 지중해 경기와 유니버시아드에서 다양한 타이틀을 우승하였다.
그는 또한 1983년 세계 육상 선수권 대회에서 200m 동메달과 400m 릴레이 은메달을 획득하였다.
자신의 육상 경력 이후에 멘네아는 오래 못간 민주주의당을 위하여 정치 활동을 하였고, 1999년과 2004년 사이에 유럽 의회에서 이탈리아를 대표하였다.
60세의 나이로 로마의 한 병원에서 장기적 암 투병 끝에 사망하였다.

## 같이 보기
- 남자 200m 달리기 세계 기록 추이